# 安藤光彰
安藤 光彰（あんどう みつあき、1959年1月5日 - ）は、日本中央競馬会 (JRA) ・栗東トレーニングセンター所属の元騎手の調教助手。2007年2月までは笠松競馬場所属、同年3月から2009年1月までは美浦トレーニングセンター・菊川正達厩舎所属の騎手だった。笠松競馬所属時の勝負服の服色は胴紫、白山形一本輪、袖黄。愛知県一宮市出身。JRA騎手の安藤勝己は実弟、長男・安藤洋一は大井競馬場所属の騎手。また、JRA騎手の太宰啓介は娘婿（洋一の義理の兄）にあたる。

## 来歴
出生から幼少時までの姓は「北浦」であったが、中学3年生のときに両親が離婚、母親に引き取られ「安藤」姓となる。両親はのちに復縁したが、復縁時には逆に父親が安藤籍に入ったため、本名は現在でも「安藤光彰」である。
初騎乗は1976年10月20日。翌10月21日にはさっそく初勝利を挙げる。笠松競馬時代は小井戸金一厩舎に所属し、地方競馬においてJRAに移籍するまでの間に2818勝を挙げており、笠松競馬のみならず地方競馬全体を代表する騎手として長年活躍してきた。
JRAにおいては1992年6月27日、第2回中京競馬場3日目第11競走（テレビ愛知賞）でベッスルエースに騎乗したのが初騎乗（12頭立ての4着）。しかしその後JRAにおいては勝ち星に恵まれず、初勝利は7年後の1999年12月19日、第3回小倉競馬場第12レースのラパシオン。地方競馬所属時代のJRA通算成績は12勝（うち重賞2勝）。
2005年12月に地方競馬再興会議での合意に基づき新たに創設された期間限定騎乗騎手制度により、2006年1月10日から3月10日まで大井・高橋三郎厩舎、同年5月1日から6月30日まで船橋・渋谷信博厩舎に所属するなど地元以外の競馬場にも積極的に参戦してきた。
JRAの騎手免許試験を1次試験から受験し、2006年度の試験を突破し、2007年3月1日からはJRAの騎手として騎乗した。移籍当初から栗東に所属した弟とは対照的に、美浦・菊川正達厩舎に所属した。
移籍当初、美浦所属とした理由は長男の洋一が公営・大井にて騎手になる修行をしていたためである。同様に、高齢になった家族の世話をする必要がでてきたという理由で、2009年2月から拠点を栗東に移した。
2012年2月29日付で騎手を引退。同日の笠松競馬での交流競走が最終騎乗（2着）となり、レース後の引退セレモニーでは弟の勝己から花束の贈呈を受けている。
引退後は坪憲章厩舎を経て谷潔厩舎にて調教助手を務めている。

## おもな勝利
いずれも中央競馬移籍以前。
- 全日本サラブレッドカップ - 1997年（トミケンライデン）、2000年（ハカタビッグワン）
- オグリキャップ記念 - 2001年（ハカタビッグワン）
- CBC賞 - 2003年（シーイズトウショウ）
- 平安ステークス - 2004年（タイムパラドックス）
- 東海ゴールドカップ - 1996年（ハカタダイオー）、2000年（トミケンライデン）
- 東海桜花賞 - 1993年（ベッスルエース）、1997年、1998年（ハカタダイオー）
- 名古屋大賞典 - 1992年（ベッスルエース）
- ゴールドジュニア - 1979年（エイブルダイオー）、2000年（ハカタビッグワン）、1981年（フジノシンゲキ[5]）、1995年（ベッスルキング）、1997年（トミケンライデン）
- 岐阜王冠賞 - 1986年（ポールドヒユーマ）、1985年（ゴールドフレンチ）
- 東海大賞典 - 1995年（メーカーロッキー）
- サマーカップ - 1988年（ワカオライデン）、1992年（ベッスルエース）、1996年（トモエギャル）、2005年（レジェンドハンター）
- アラブチャンピオン賞 - 1989年（フジノトウザイ）、1996年（ハカタヤマガサ）、1997年・1999年（アサヒノルーチェ）
- AGIアラブチャレンジカップ - 1995年（ミスハクギン）